# David Douglas
|  | For roeren, se David Douglas (roer) |
David Douglas (25. juni 1799 – 12. juli 1834) var en skotsk botaniker. 
Han var søn af en stenhugger fra Perth-området. Efter skolen fik han job som gartnerlærling hos Jarlen af Mansfield. Efter 7 år her gik han i gang med botaniske studier og blev senere ansat ved den botaniske have i Glasgow.
Efter yderligere nogle år gennemførte han i 1824 en omfattende og meget berømt ekspedition til den nord-vestlige del af Nordamerika på vegne af det britiske haveselskab (RHS). Fra denne ekspedition hjembragte Douglas adskillige træer og andre planter til Europa. Et træ, Douglasgran bærer hans navn på både dansk og engelsk, men træets latinske navn Pseudotsuga menziesii er efter en anden botaniker Archibald Menzies. Blandt de andre træer han indførte til Europa findes bl.a.: Sitkagran, Kæmpe-Gran og Sølv-Gran som alle (sammen med Douglas-Gran) spiller en vigtig rolle i moderne skovdrift. I alt introducerede han ca. 240 arter i Europa.
Standard auktorbetegnelse for arter beskrevet af David Douglas: Dougl.